# Среднеирландский язык
Среднеирландский язык (ирл. An Mheán-Ghaeilge) — период истории ирландского языка с X по XII век. Большинство древних и средневековых ирландских саг сохранилось в среднеирландских редакциях.

## История
Хронологические рамки среднеирландского периода исследователи обычно устанавливают между X и XIII веками (900/950 — 1150/1200), что примерно соответствует эпохе от скандинавской колонизации до начала англо-нормандского завоевания. Особняком стоят мнения Ж. Доттена, помещавшего конец среднеирландского периода в XV век, и Р. Турнейзена, относившего его к середине XVII века, то есть к эпохе ранненовоирландского языка.
Первым известным памятником среднеирландского языка является законченная в 988 году поэма «Псалтырь в стихах» (Saltair na Rann). После упадка IX — XI веков, связанного с разрушительными набегами викингов, сожжением монастырей и гибелью древних рукописей, в конце XI — начале XII века в Ирландии началось антикварное движение: процесс собирания и переписывания старинных текстов, а также получили широкое распространение переводы античных и средневековых текстов, преимущественно с латинского. Так если от XI века сохранилась только одна значительная ирландская рукопись — «Книга гимнов» (Liber Hymnorum), то с начала XII столетия появились огромные компиляции текстов, такие  как «Книга Бурой Коровы» (Lebor na h-Uidri) и в том числе самая большая из них — «Лейнстерская книга» (Lebor Laignech). В первой четверти XII века была создана новая редакция национального эпоса «Похищения быка из Куальнге».
К оригинальным текстам среднеирландского периода относятся многочисленные жития
святых, изобилующие сказочно-фантастическими сюжетами, лирическая и религиозная поэзия. При этом большинство таких памятников сохранилось не в среднеирландских оригиналах, а в рукописях новоирландского периода конца XIV века и более поздних.
В среднеирландской лексике появляются заимствования из дневнескандинавских диалектов — несколько десятков слов, относящихся к военному делу, судостроению и торговле, причем массовый характер скандинавизмов отмечен в памятниках после 1000 года, что объясняется консерватизмом письменного языка.
Многочисленные латинские заимствования носили преимущественно книжный характер, что связано с широким распространением переводов «Энеиды», «Фарсалии», «Александрии», различных латинских «Фиваид», «Падения Трои» Дарета Фригийского.
Язык среднеирландского периода «может быть назван завершающим этапом древнеирландского языка, так сказать — его испорченной, упрощенной формой», периодом «языкового разброда и шатания», закончившимся выделением шотландского и мэнского языков, и распадом самого ирландского на диалекты.